# Damian Aleksander
Damian Bogdan Aleksander (ur. 21 kwietnia 1976 w Żaganiu)  – polski aktor teatralny, filmowy, telewizyjny i wokalista. Znany z roli Upiora w Upiorze w operze w Teatrze Muzycznym „Roma”.

## Życiorys
Dorastał w Żaganiu. Mając 15 lat, opuścił rodzinny dom. Uczęszczał do Liceum Lotniczego w Zielonej Górze. Pod koniec drugiej klasy nawiązał współpracę z zielonogórskim Teatrem Tańca Współczesnego „Saga”, w którym tańczył przez dwa lata. W 1997 ukończył Policealne Studium Wokalno-Aktorskie przy Teatrze Muzycznym im. Danuty Baduszkowej w Gdyni. Uczył się psychoterapii zorientowanej na proces według metody Arnolda Mindella, ukończył studia na wydziale pedagogiki (specjalność resocjalizacja i profilaktyka społeczna) w Wyższej Szkole Humanistycznej w Pułtusku.

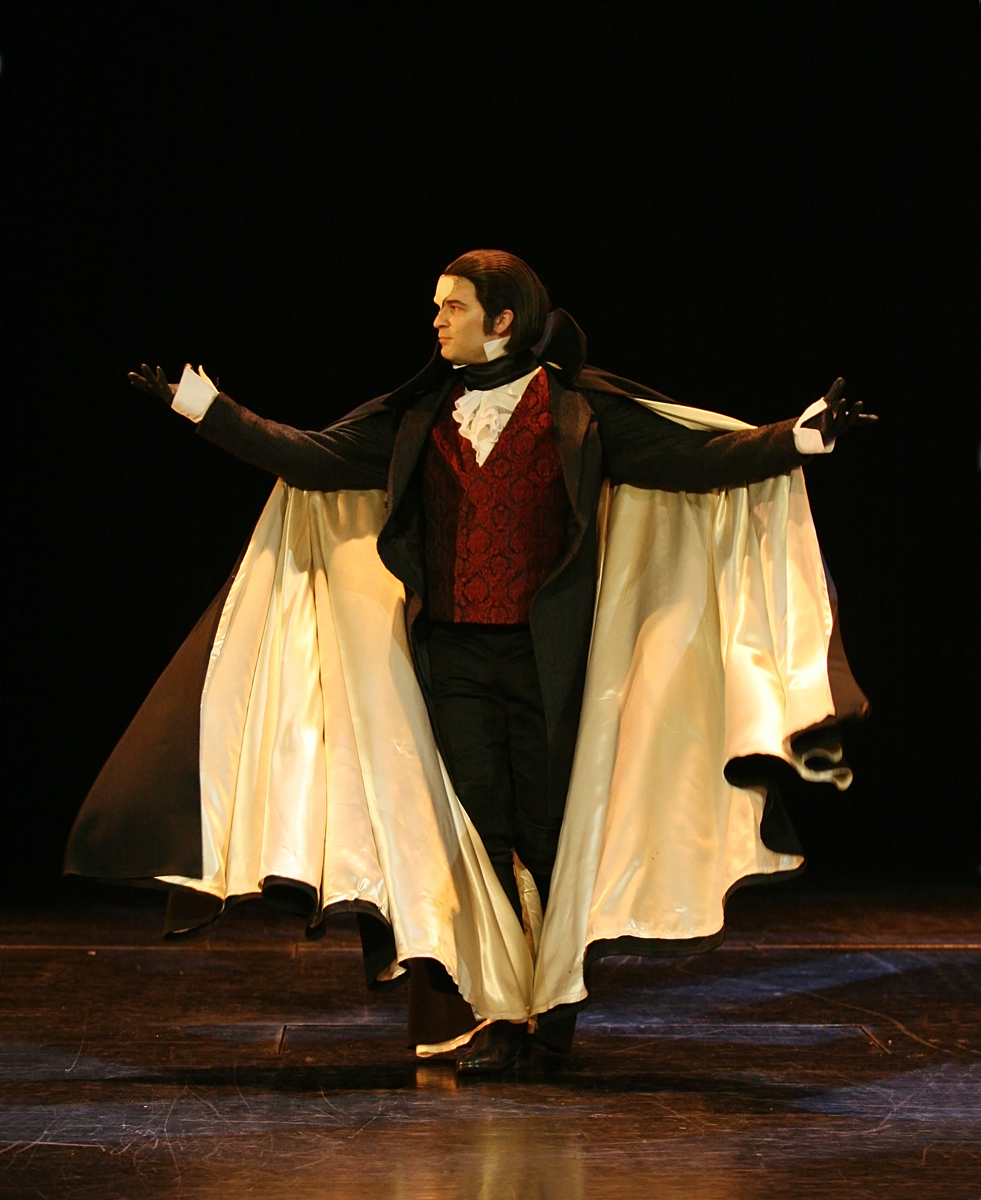
Damian Aleksander jako Upiór w musicalu Upiór w operze w Teatrze Muzycznym Roma w Warszawie, grudzień 2008

W latach 1997–1999 występował w musicalach wystawianych przez Teatr Muzyczny im. Danuty Baduszkowej w Gdyni: Evita Andrew Lloyda Webbera (jako Che), Kubuś Fatalista i jego pan Denisa Diderota i Jesus Christ Superstar Andrew Lloyd Webbera i Tima Rice’a (jako Jezus).  W 1998 występował na scenie Teatru Muzycznego Operetki Wrocławskiej w musicalu Księga dżungli Romana Kołakowskiego w podwójnej roli Rudyarda Kiplinga i Mowgliego-Nathoo.
W 2000 związał się z Teatrem Muzycznym „Roma” w Warszawie, zagrał m.in. w musicalach: Piotruś Pan Jamesa Matthew Barriego w reżyserii Janusza Józefowicza (jako Indianin), Orfeusz w piekle Jacques’a Offenbacha, Miss Saigon Claude-Michela Schönberga, Grease, Pięciu braci Moe w reż. Olafa Lubaszenki, Koty Andrew Lloyd Webbera (w roli Kota Myszołapa), Akademia pana Kleksa Andrzeja Korzyńskiego i Upiór w operze (w roli Upiora).
Po gościnnym występie w miniserialu Polsat Zostać miss (2001), sitcomie TVN Kasia i Tomek (2002, 2003) i debiutanckim filmie krótkometrażowym Toaleta nieczynna (2003), zdobył popularność wśród telewidzów jako fotografik Roch Rechno, przyjaciel Czesi Kurzawskiej w telenoweli TVP1 Klan (2003–2007). Pojawił się w sitcomach: Lokatorzy (2005) i Faceci do wzięcia (2006) oraz jednym z odcinków serialu Kryminalni (2006).
W 2002 brał udział w przesłuchaniach do drugiej edycji programu telewizji Polsat Idol; dotarł do stawki finałowej i zajął ostatecznie ósme miejsce. W programie zaśpiewał m.in. utwór „Katedra”, do którego sam napisał słowa.
W 2007 Światowy Zjazd Sybiraków przyznał mu honorowy tytuł Ambasador Sybiraków za rolę w spektaklu Moja Dusza. Od 2007 pojawia się jako prowadzący w programie Wirtualnej Polski pt. Przy piwie, podczas którego przeprowadza wywiady z artystami. W 2008 wystąpił w reklamie telefonii komórkowej Mobilking.

## Role teatralne
Teatr Muzyczny im. Danuty Baduszkowej w Gdyni
- 1997 Evita (reż. Maciej Korwin)
- 1998 Musicale... (reż. Maciej Korwin)
- 1998 Kubuś Fatalista (reż. Jarosław Ostaszkiewicz)
- 1999 Śpiewać, śpiewać, śpiewać... (program składany; reż. Grzegorz Chrapkiewicz)
- 1999 Jesus Christ Superstar jako Jezus (reż. Maciej Korwin)
- 1999 Letni koncert do północy (reż. Maciej Korwin)

Teatr Muzyczny-Operetka Wrocławska we Wrocławiu
- 1998 Księga dżungli jako Rudyard Kipling; Mowgli-Nathoo (reż. Jan Szurmiej)

Teatr Muzyczny „Roma” w Warszawie
- 2000 Piotruś Pan jako Indianin (reż. Janusz Józefowicz)
- 2000 Orfeusz w piekle Świta Plutona (reż. Wojciech Kępczyński)
- 2000 Miss Saigon jako Chris; John (reż. Wojciech Kępczyński)
- 2002 Grease jako Danny; Kenickie (reż. Wojciech Kępczyński)
- 2002 Pięciu braci Moe jako Noe Moe; Big Moe (reż. Olaf Lubaszenko)
- 2004 Koty jako Myszołap (reż. Wojciech Kępczyński)
- 2007 Akademia pana Kleksa jako Lewkonik i Filip Golarz (reż. Wojciech Kępczyński)
- 2008 Upiór w operze jako Upiór (reż. Wojciech Kępczyński)
- 2010 Les Miserables – Nędznicy jako Jean Valjean (II obsada) (reż. Wojciech Kępczyński)
- 2011 Aladyn JR jako Sułtan (reż. Wojciech Kępczyński)
- 2025 Wicked jako Czarodziej (reż. Wojciech Kępczyński)

Opera i Filharmonia Podlaska w Białymstoku
- 2012 Korczak jako dr Janusz Korczak (reż. Roberto Skolmowski)
- 2013 Upiór w operze jako Upiór (reż. Wojciech Kępczyński)
- 2014 Skrzypek na dachu jako Lejzor Wolf (reż. Roberto Skolmowski)
- 2018 Doktor Żywago jako Wiktor Hipolitowicz Komarowski (reż. Jakub Szydłowski)
- 2019 Upiór w operze jako Upiór

Teatr Muzyczny w Poznaniu
- 2014 Jekyll & Hyde jako Henry Jekyll/Edward Hyde (reż. Sebastian Gonciarz)
- 2018 Rodzina Addamsów jako Fester (reż. Jacek Mikołajczyk)

Teatr Syrena w Warszawie
- 2019 Rodzina Addamsów jako Fester (reż. Jacek Mikołajczyk)
- 2019 Rock of Ages jako Dennis (reż. Jacek Mikołajczyk)

Teatr Muzyczny w Łodzi
- 2024 Dracula jako Renfield (reż. Jakub Szydłowski)

Przedstawienia impresaryjne
- 2000 Sposób na poezję (reż. Renata Dymna)

Kompania Primavera Warszawa
- 2005 Kofta (reż. Dariusz Lewandowski)

## Filmografia

### Seriale
- 2000: Dziesięć mikrosekund do... (współpraca realizatorska)
- 2001: Zostać miss jako Kuba, hotelowa "złota rączka"
- 2002–2003: Kasia i Tomek jako Sprzedawca w sklepie sportowym (tylko głos) / "Superman" na balu przebierańców (tylko głos)
- 2003–2007: Klan jako Roch Rechno, fotografik współpracujący m.in. z Agencją Reklamową "JBD", przyjaciel Czesi Kurzawskiej
- 2003: Toaleta nieczynna (obsada aktorska)
- 2005: Lokatorzy jako Leszek
- 2006: Kryminalni jako Skalski, chłopak Agnieszki Kurskiej
- 2007: Egzamin z życia jako Prezes "Demonów Sukcesu"
- 2010: Barwy szczęścia jako Krzysztof
- 2012: Hotel 52 jako Marek Biernacki (odc. 56)

### Role głosowe
- 2021: A gdyby…? – Dum Dum Dugan

## Programy telewizyjne
- 2002–2003: Idol
- 2003: Musicale, ach, te musicale – jubileusz Teatru Roma (22 lutego)
- 2004–2005: Imiennik Dwójki
- 2009: Jak oni śpiewają jako juror w odcinku z piosenkami musicalowymi.
- 2010: eMKa Club